# 金龍號
金龍號為台灣省公路局之第一代對大眾營運之冷氣客車，於1970年6月24日起營運，1982年全面停駛。

## 歷史
初期使用車輛為30輛由日本進口的日野汽車柴油客車，對號入座，每車坐位40個，使用坐臥兩用椅。於1970年6月24日起營運。後又於1974年租用朋馳LP-1113B冷氣車12輛。
金龍號初期的營運路線及票價（約比金馬號貴一成）如下：
1. 臺北至臺中每日對開十一班，票價新台幣71元。
2. 台北至中興新村每日對開一班，票價新台幣79.5元。
3. 臺中至日月潭每日對開二班，票價新台幣31元。
4. 台中至高雄每日對開六班，票價新台幣85元。
5. 高雄至臺東每日對開四班，票價新台幣76元。

金龍號每逢星期例假日增開高雄鵝鑾鼻線遊覽車，各線沿途停靠站大致與金馬號相同，原來的金馬號仍照常行駛。另金龍號可計時包車，每小時收費新台幣540元。
金龍號後來也行駛台北至花蓮路線。然在北迴鐵路通車後，金龍號客源大量流失，曾發生因為無乘客而停開的情形（1980年2月，金龍號台北至花蓮票價為新台幣176元，而北迴鐵路對號快車僅需新台幣114元，有空調的莒光號則為新台幣216元）。
金龍號約在1982年全面停駛。